# Daimler L14
Die Daimler L14 war ein zweisitziger Eindecker der Daimler-Motoren-Gesellschaft aus dem Jahr 1918, der für Aufklärungsaufgaben konzipiert wurde.

## Geschichte
Das zweisitzige Parasol-Flugzeug Daimler L14 entstand auf Basis des einsitzigen Jagdflugzeugs Daimler L11 unter Leitung von Hanns Klemm als Parallelentwicklung zu der konventionell als Doppeldecker ausgelegten Daimler L8. Beide Maschinen gehörten zu einer Gruppe von Daimler-Flugzeugen, die als Erprobungsträger für die seinerzeit in Deutschland neu entwickelten V8-Motore dienen sollten. Der Prototyp wurde im Herbst 1918 fertiggestellt und vermutlich noch 1918 oder Anfang 1919 erstmals geflogen. Auf Grund einer vollständig neuen Flügelkonstruktion übertraf die größere und schwerere Daimler L14 beim direkten Vergleichsfliegen die leichtere, einsitzige Daimler L11 deutlich.
Infolge des Waffenstillstands im November 1918 zeigte die Inspektion der Fliegertruppe (IDFLIEG) an der Daimler L14 kein Interesse mehr. Im Sommer 1919 zeigte die chilenische Regierung Interesse an der für Höhenflüge geeigneten Maschine. Hanns Klemm überarbeitete den militärischen Entwurf daraufhin unter der Bezeichnung Daimler L14V als Postflugzeug. Ein Kauf kam nicht zustande. Der Prototyp der Daimler L14 wurde daraufhin von Hanns Klemm in Belastungstests bis an die Belastungsgrenzen beaufschlagt und dabei zerstört. Die Daimler L14 blieb ein Einzelstück.

## Konstruktion
Bei der Entwicklung knüpfte Klemm an das einsitzige Parasol-Jagdflugzeug Daimler L11 an, dessen Rumpf für die Aufnahme des Beobachtersitzes gestreckt wurde. Die Rumpfstruktur war in Holz-Halbschalenbauweise ausgeführt. Leitwerk und Flügel waren Neukonstruktionen. Bei annähernd gleicher Spannweite verfügte die Daimler L14 über die gleiche Flügelfläche wie der Doppeldecker-Entwurf. Wie beim Doppeldecker kam auch beim Parasol-Beobachter ein 185 PS starker, wassergekühlter Achtzylinder V-Motor Daimler D IIIb zum Einsatz. Als Bewaffnung erhielt die L14 zwei 7,92-mm-Maschinengewehre; je eines nach vorne und eines nach hinten gerichtet.

## Technische Daten
| Kenngröße             | Daten                                                                                  |
| --------------------- | -------------------------------------------------------------------------------------- |
| Besatzung             | 2                                                                                      |
| Spannweite            | 12,30 m                                                                                |
| Flügelfläche          | 30,00 m²                                                                               |
| Flügelstreckung       | 5,0                                                                                    |
| Höchstgeschwindigkeit | 206 km/h                                                                               |
| Steigleistung         | auf 1000 m in 3,1 min                                                                  |
| Reichweite            | 700 km                                                                                 |
| Leermasse             | 870 kg                                                                                 |
| Startmasse            | 1270 kg                                                                                |
| Triebwerke            | ein Daimler D IIIb mit 185 PS (138 kW)                                                 |
| Bewaffnung            | ein 7,92-mm-lMG-08-Maschinengewehr nach vorne ein 7,92-mm-Parabellum-MG-14 nach hinten |